# Пејден (Оклахома)
Пејден (енгл. Paden) град је у америчкој савезној држави Оклахома.

## Демографија
По попису из 2010. године број становника је 461, што је 15 (3,4%) становника више него 2000. године.
| Група             | 2000.       | 2010.       |
| Белци             | 338 (75,8%) | 328 (71,1%) |
| Афроамериканци    | 0 (0,0%)    | 20 (4,3%)   |
| Азијати           | 0 (0,0%)    | 0 (0,0%)    |
| Хиспаноамериканци | 4 (0,9%)    | 10 (2,2%)   |
| Укупно            | 446         | 461         |